# 言語治療
言語治療（Speech Therapy），或稱語言治療，為言語及語言病理學（Speech-Language Pathology）的通稱，是一門臨床醫學科學。執行此項專業的專家稱作言語治療師（香港的稱呼）或語言治療師（台灣及澳門的稱呼）（Speech Therapist，簡稱 ST），又稱為言語及語言病理學家（Speech-Language Pathologist，簡稱 SLP）。語言治療師修習的科目包括醫學、語言學、神經科學、腦成像、認知科學、心理學、聽力學、統計學等。語言治療師是為了診治言語（例如構音、語暢）、語言（理解和表達，涉及聽覺、口語、閱讀和書寫能力）、嗓音（頭頸部腫瘤、聲帶結節、肉芽腫）、吞嚥（神經異常、頭頸部腫瘤、氣切、鼻胃管）、高階認知（言語記憶、聽覺記憶、運算）等範疇的障礙及異常，並為病人作出諮詢、評估、診斷及治療。
語言治療師（同言語及語言病理學家）會視乎病情的嚴重性而採取不同的診斷及治療方法，例如行為改變、輔助科技、聲學儀器、內視鏡檢查、物理強化練習、指引及重複性練習或利用視覺及聽覺輔助。言語治療師也會對病人的家屬作出輔導及衛教。言語治療師的常見工作場所包括醫院、診所、學校（含特殊學校）、早期療育及訓練中心、安老院舍、社區照護、安養中心、私人機構、到宅看診、政府及非政府機構及組織等。
自2010年起，每年5月18日被定為美國的「全國言語治療師日」。

## 執業資格
在臺灣，需為相關語言治療學系、組、研究所、學位學程主修語言治療，並經實習至少六個月（或至少375小時），成績及格，領有畢業證書者，並通過考選部專門職業及技術人員高等考試語言治療師考試，取得衛生福利部證書始得執業。
中國大陸目前並無執照考試，執業管道為完成相關學士或碩士學位課程，或在海外如英國、美國、澳洲、加拿大、臺灣或新加坡取得相關專業資格。
在澳門，根據第18/2020號法律《醫療人員專業資格及執業註冊制度》，語言治療師必須擁有相關學科的學歷，並通過知識考試及實習，方可取得完全執照。
在香港，香港衞生署已指定香港言語治療師公會為專業規管團體，符合資格的言語治療師可自願向該會註冊。

## 治療體系
言語治療師（語言病理學家）通常設置於醫院的復健科、耳鼻喉科、口腔外科、頭頸外科、心智科、精神科、神經內科、神經外科、小兒科等專科，也有部分醫院設有語言治療科、大學附設聽語中心、聽覺復健中心或吞嚥中心。語言治療師與家長、護理人員及其他專業人士如教師、醫生、物理治療師、職能治療師、聽力學家、呼吸治療師、社工、教育心理學家有緊密的合作。有部分的言語治療師更為教育機構或慈善機構工作。
需要接受言語治療的兒童通常是因為學習障礙（例如讀寫障礙）、語言發展遲緩、發音問題、自閉症、專注力不足及過度活躍症、智能障礙、聽覺困難、口吃、腦性麻痺、顱顏異常（例如兔唇裂顎）等問題。而成人方面則通常因為聲帶受損、長繭等，或因中風、認知障礙症而引起的吞嚥障礙、神經性語言障礙、嗓音異常等障礙，或是接受過全喉切除手術的病人，或是需要接受嗓音治療或嗓音轉換治療的人士。

## 在華人社會的發展

### 香港
聾人家庭在親子溝通上面臨重重困難，這很容易影響子女的學業表現、社交能力和自信心。為了協助這些家庭，聾人機構「龍耳」推出「聽障家庭兒童發展計劃」,為聾人及來自聾人家庭的健聽子女提供各種支援服務，包括言語治療、資助補習，以及各種課外活動。
根據2013年政府統計處的數據，香港共有約13,000名聾童，但來自聾人家庭的子女人數卻沒有被統計。「龍耳」家庭服務部的註冊社工表示，來自聾人家庭的健聽子女由於很難與父母有效溝通，在學習上常常遇到困難，導致學業成績落後。這些孩子在語文和數學方面通常比較弱，社交能力也不太出色，自信心較低。透過言語治療、補習資助，以及各種課外和家庭活動，社工、言語治療師和兒童發展顧問團隊將努力幫助這些家庭，訓練孩子們的發音、語言理解和表達，提升他們的溝通技巧。

## 專業團體
- 國際︰國際言語音聲學會（International Association of Logopedics and Phoniatrics (IALP)）[6]
- 日本：日本言語聴覚士協会（Japanese Association of Speech-Language-Hearing Therapists (JAS)）
- 韓國：韓國言語聽覺臨床學會（Korean Academy of Speech-Language Pathology and Audiology (KASA)）
- 香港︰香港言語治療師公會（Hong Kong Institute of Speech Therapists (HKIST)）
　　　香港言語治療師協會（Hong Kong Association of Speech Therapists (HKAST)）[7]
- 澳門：澳門語言治療師協會（Macao Association of Speech Therapists）
- 臺灣：臺灣聽力語言學會（Speech-Language-Hearing Association, Taiwan (SLHAT)）[8]
- 新加坡：新加坡言語語言治療學會（Speech and Language Therapy Singapore (SALTS)）
- 馬來西亞：馬來西亞言語聽覺協會（Malaysian Association of Speech-language and Hearing (MASH)）[9]
- 美國︰美國言語-語言-聽力協會（American Speech-Language-Hearing Association (ASHA)）[10]
- 英國︰言語語言治療師皇家學院（Royal College of Speech and Language Therapists (RCSLT)）[11]
　　　獨立執業言語語言治療師協會（Association of Speech and Language Therapists in Independent Practice (ASLTIP)）
- 澳洲︰澳洲言語病理學協會（Speech Pathology Australia (SPA)）[12]
- 紐西蘭：紐西蘭言語語言治療師協會（New Zealand Speech-Language Therapists' Association (NZSTA)）
- 加拿大︰加拿大言語語言及聽覺學協會（Speech-Language & Audiology Canada (SAC)）[13]
- 愛爾蘭：愛爾蘭言語及語言治療師協會（Irish Association of Speech and Language Therapists (IASLT)）
- 印度：印度言語語言及聽力協會（Indian Speech-Language and Hearing Association (ISHA)）

## 華語區修讀學府
臺灣
| 校系                                                                     | 正式招生 | 理學學士 | 理學碩士 | 哲學博士 |
| ------------------------------------------------------------------------ | -------- | -------- | -------- | -------- |
| 國立臺北護理健康大學 語言治療與聽力學系                                  | 2000     | ✔        | ✔        | —        |
| 國立高雄師範大學 特殊教育學系 聽力學與語言治療碩士班（博士班溝通障礙組） | 2001     | —        | ✔        | ✔        |
| 臺北市立大學 特殊教育學系碩士班（語言治療組）                            | 2004     | —        | ✔        | —        |
| 中山醫學大學 語言治療與聽力學系暨碩士班                                  | 1994     | ✔        | ✔        | —        |
| 馬偕醫學院 聽力暨語言治療學系                                            | 2012     | ✔        | ✔        | —        |
| 亞洲大學 聽力暨語言治療學系                                              | 2016     | ✔        | —        | —        |
| 弘光科技大學 語言治療與聽力學系                                          | 2016     | ✔        | —        | —        |
| 中華醫事科技大學 語言治療系（五年制學士班）                              | 2017     | ✔        | —        | —        |

備註：
- 哲學博士 (Doctor of Philosophy, Ph.D)：頒授給研究所博士班畢業生

新加坡
- 新加坡國立大學 楊潞齡醫學院 理學碩士 (言語語言病理學)
- 新加坡理工大學 言語及語言治療理學士

馬來西亞
- 馬來西亞國立大學 言語科學學士
- 馬來西亞理科大學 健康科學學士（言語病理學）
- 國際伊斯蘭大學 言語語言治療學士

香港
- 香港大學 教育學院 言語及聽覺科學理學士
- 香港中文大學 醫學院 耳鼻咽喉—頭頸外科學系 言語語言病理理學碩士
- 香港理工大學 人文學院 中文及雙語學系 言語治療碩士/言語治療理學士
- 香港教育大學 教育及人類發展學院 教育言語及語言病理學暨學習障礙理學碩士/言語病理學及復康理學士

澳門
- 澳門理工大學 健康科學及體育學院 言語語言治療理學士

中國大陸
- 北京語言大學
- 首都醫科大學
- 四川大學華西臨床醫學院
- 華東師範大學
- 上海中醫藥大學
- 浙江中醫藥大學
- 昆明醫科大學
- 濱州醫學院
- 福建中醫藥大學
- 山東中醫藥大學
- 中山大學新華學院
- 遼寧何氏醫學院

## 延伸閱讀
- Fisher SE, Scharff C. . Trends in Genetics. April 2009, 25 (4): 166–77. PMID 19304338. doi:10.1016/j.tig.2009.03.002.[永久]
- . Royal Society Publishing. 2014  [2013-12-31]. （原始内容存档于2016-08-03）.
- Nelson HD, Nygren P, Walker M, Panoscha R. . Pediatrics. February 2006, 117 (2): e298–319  [2017-11-15]. PMID 16452337. doi:10.1542/peds.2005-1467. （原始内容存档于2009-05-11）.
- Howell, Peter. . New York: Psychology Press/Taylor Francis Group. 2011. ISBN 978-1-84872-916-2. OCLC 814245820.

## 外部連接
- Many voice and Speech disorders videos both before and after speech therapy by Speech Language Pathologist at you tube （页面存档备份，存于）
- American Speech-Language-Hearing Association (ASHA) - Communication for a Lifetime
- Glossary of Speech-Language Pathology / Speech and Language Therapy Terminology
- National Institutes of Health - Voice, Speech, and Language
- Free Speech Therapy advice in the UK
- SLP Teaching Techniques - Angie Sterling-Orth MS, CCC-SLP, Director
- 「龍耳」 - 家庭計劃及子女成長系列
  - 介紹言語治療
  - 言語治療進行的過程
  - 在家中進行言語訓練 （页面存档备份，存于）